# Dennis Price
Dennis Price, all'anagrafe Dennistoun Franklyn John Rose-Price (Ruscombe, 23 giugno 1915 – Guernsey, 6 ottobre 1973), è stato un attore britannico.

## Biografia
Figlio di un generale, Dennis Price era inizialmente destinato alla carriera ecclesiastica ma, dopo aver frequentato l'Università di Oxford, si iscrisse alla Embassy School of Acting per studiare recitazione. Dopo aver lavorato per un certo periodo in teatri di repertorio, a partire dal 1938 intraprese una lunga ma solo inizialmente fortunata carriera. Congedato dall'esercito britannico nel 1942 per invalidità, tornò a recitare in teatro e venne notato dal regista Michael Powell, che gli affidò il suo primo ruolo da protagonista, quello di un giovane soldato, nel film Un racconto di Canterbury (1944).
Pur ottenendo un immediato successo, negli anni seguenti Price ebbe poche occasioni di comparire in film dello stesso rilievo, pur partecipando ad un'infinità di pellicole prodotte in Inghilterra e interpretando prevalentemente personaggi sardonici e raffinati. Tra i suoi ruoli più memorabili, sono da citare quello del parente povero assassino nella commedia classica Sangue blu (1949) e i personaggi secondari ma di grande rilievo che interpretò in Victim (1961) e Il braccio sbagliato della legge (1963).
Malgrado avesse raggiunto un notevole successo sul piccolo schermo, interpretando il ruolo del maggiordomo Jeeves, nato dalla penna di P.G. Wodehouse, in una famosa serie televisiva prodotta dalla BBC, Price vide la propria carriera cinematografica declinare durante gli anni sessanta e terminare con la partecipazione a una serie di film dell'orrore a basso costo, alcuni per la regia di Jesús Franco.
Vittima dell'alcolismo a partire dagli anni cinquanta, nel 1967 l'attore si rifugiò nell'isola di Sark, lasciandosi alle spalle i debiti accumulati.
Price fu sposato dal 1939 al 1950 con l'attrice Joan Schofield, dalla quale ebbe due figli. Una delle cause della separazione fu imputabile all'omosessualità dell'attore.
Morì di cirrosi epatica nel 1973, all'età di 58 anni. È sepolto nell'isola di Sark.

## Filmografia parziale

### Cinema
- Un racconto di Canterbury (A Canterbury Tale), regia di Michael Powell ed Emeric Pressburger (1944)
- Zingari (Caravan), regia di Arthur Crabtree (1946)
- Un grande amore di Paganini (The Magic Bow), regia di Bernard Knowles (1946)
- Vendetta (Hungry Hill), regia di Brian Desmond Hurst (1947)
- Tormento (Dear Murderer), regia di Arthur Crabtree (1947)
- Jassy la zingara (Jassy), regia di Bernard Knowles (1947)
- La strada di ognuno (The White Unicorn), regia di Bernard Knowles (1947)
- Ragazze perdute (Good-Time Girl), regia di David MacDonald (1948)
- Sangue blu (Kind Hearts and Coronets), regia di Robert Hamer (1949)
- Via col valzer (The Dancing Years), regia di Harold French (1950)
- Nuda ma non troppo (Lady Godiva Rides Again), regia di Frank Launder (1951)
- La grande passione (The House in the Square), regia di Roy Ward Baker (1951)
- Stupenda conquista (The Magic Box), regia di John Boulting (1951)
- Sposi in rodaggio (For Better, for Worse), regia di J. Lee Thompson (1954)
- La principessa di Mendoza (That Lady), regia di Terence Young (1955)
- Oh... Rosalinda!!, regia di Michael Powell ed Emeric Pressburger (1955)
- Operazione fifa (Private's Progress), regia di John Boulting (1956)
- Porto Africa (Port Afrique), regia di Rudolph Maté (1956)
- Indagine pericolosa (Fortune Is a Woman), regia di Sidney Gilliat (1957)
- La verità... quasi nuda (The Naked Truth), regia di Mario Zampi (1957)
- Nudi alla meta (I'm All Right Jack), regia di John Boulting (1959)
- La scuola dei dritti (School of Scoundrels), regia di Robert Hamer (1960)
- Ancora una domanda, Oscar Wilde! (Oscar Wilde), regia di Gregory Ratoff (1960)
- Whisky e gloria (Tunes of Glory), regia di Ronald Neame (1960)
- La gang del kimono (Piccadilly Third Stop), regia di Wolf Rilla (1960)
- La miliardaria (The Millionairess), regia di Anthony Asquith (1960)
- The Pure Hell of St. Trinian, regia di Frank Launder (1960)
- Eri tu l'amore (No Love for Johnnie), regia di Ralph Thomas (1961)
- Cinque ore in contanti (Five Golden Hours), regia di Mario Zampi (1961)
- Non scherzate col timone (Double Bunk), regia di C.M. Pennington-Richards (1961)
- Victim, regia di Basil Dearden (1961)
- Sette allegri cadaveri (What a Carve Up!), regia di Pat Jackson (1961)
- I cinque ladri d'oro (Go to Blazes), regia di Michael Truman (1962)
- Omicidio al Green Hotel (Kill or Cure), regia di George Pollock (1962)
- Gli ospiti di mia moglie (The Amorous Prawn), regia di Anthony Kimmins (1962)
- The Cool Mikado, regia di Michael Winner (1963)
- Il braccio sbagliato della legge (The Wrong Arm of the Law), regia di Cliff Owen (1963)
- International Hotel (The V.I.P.s.), regia di Anthony Asquith (1963)
- Non rompete i chiavistelli (The Cracksman), regia di Peter Graham Scott (1963)
- Dottore nei guai (Doctor in Distress), regia di Ralph Thomas (1963)
- La vergine in collegio (Tamahine), regia di Philip Leacock (1963)
- Assassinio sul palcoscenico (Murder Most Foul), regia di George Pollock (1964)
- Ciclone sulla Giamaica (A High Wind in Jamaica), regia di Alexander Mackendrick (1965)
- Dieci piccoli indiani (Ten Little Indians), regia di George Pollock (1965)
- Quei fantastici pazzi volanti (Rocket to the Moon), regia di Don Sharp (1967)
- Il buio (The Haunted House of Horror), regia di Michael Armstrong (1969)
- Può una morta rivivere per amore? (Paroxismus), regia di Jesús Franco (1969)
- Le incredibili avventure del signor Grand col complesso del miliardo e il pallino della truffa (The Magic Christian), regia di Joseph McGrath (1969)
- Gli orrori di Frankenstein (The Horror of Frankenstein), regia di Jimmy Sangster (1970)
- Vampyros Lesbos, regia di Jesús Franco (1970)
- Le figlie di Dracula (Twins of Evil), regia di John Hough (1971)
- La maledizione di Frankenstein (La maldición de Frankenstein), regia di Jesús Franco (1972)
- Perché il dio fenicio continua ad uccidere? (Tower of Evil), regia di Jim O'Connolly (1972)
- Colpiscono senza pietà (Pulp), regia di Mike Hodges (1972)
- Dracula contro Frankenstein (Dracula prisonnier de Frankenstein), regia di Jesús Franco (1972)
- Le avventure di Alice nel Paese delle Meraviglie (Alice's Adventures in Wonderland), regia di William Sterling (1972)
- Les expériences érotiques de Frankenstein, regia di Jesús Franco (1972)
- Los amantes de la isla del diablo, regia di Jesús Franco (1972)
- Oscar insanguinato (Theatre of Blood), regia di Douglas Hickox (1973)
- Diario proibito di un collegio femminile (Horror Hospital), regia di Anthony Balch (1973)
- Violenze erotiche in un carcere femminile (Quartier de femmes), regia di Jesús Franco (1974)
- Il figlio di Dracula (Son of Dracula), regia di Freddie Francis (1974)

### Televisione
- Assignment Foreign Legion – serie TV, episodio 1x25 (1957)

## Doppiatori italiani
- Stefano Sibaldi in Sangue blu, Victim
- Manlio Busoni in Whisky e gloria
- Sergio Graziani in Assassinio sul palcoscenico
- Mario Maranzana in Le avventure di Alice nel Paese delle Meraviglie
- Leonardo Severini in Oscar insanguinato